# دیکومو
دیکومو (به لاتین: Dikomo) یک روستا در قبرس است که در ناحیه گیرنه واقع شده‌است.

## خصوصیات
دیکومو  ۳٬۹۶۹ نفر جمعیت دارد.